# バスケットボールアルバニア代表
バスケットボールアルバニア代表(Albania national basketball team)は、アルバニアバスケットボール連盟によって編成され国際大会に派遣されるバスケットボールのナショナルチームである。

## 歴史
1947年にユーロバスケット初出場。1951年には7位に付けるが、以降は遠ざかる。

## 主な国際大会成績

### 夏季オリンピック
- 出場なし

### ワールドカップ
- 出場なし

### ユーロバスケット
- 7位：1951年